# Монтегю, Джон, 1-й барон Монтегю
Джон Монтегю (англ. John de Montacute; примерно 1330 — примерно 1390) — английский аристократ, 1-й барон Монтегю с 1348 года, сын Уильяма Монтегю, 1-го графа Солсбери, и Кэтрин Грандисон. Участник Столетней войны.

## Биография
Джон был вторым сыном графа Солсбери, поэтому в 1348 году для него был создан титул барона Монтегю. В декабре 1348 года он принял участие в походе на континент Эдуарда III, целью которого было защитить от французов недавно взятый Кале.
Женой барона Монтегю стала Маргарет де Монтермар, баронесса Монтермар в своём праве, дочь Томаса, 2-го барона Монтермара и внучка Джоанны Акрской. Поскольку отец этой дамы погиб при Слейсе, Джон по праву жены стал бароном Монтермаром. В этом браке родились трое детей:
- Джон Монтегю, 3-й граф Солсбери[2];
- Элеонора Монтегю; муж — Джон III Дингэм[3];
- Томас Монтегю.

У старшего брата Джона, графа Уильяма, был только один сын, который погиб юным на турнире (1382 год). С этого момента Джон мог считаться наследником графского титула, но он умер раньше брата, и графом Солсбери стал уже его сын.